# NGC 5579
NGC 5579 est une galaxie spirale intermédiaire située dans la constellation du Bouvier. NGC 5579 a été découverte par l'astronome germano-britannique William Herschel en 1785.

## Description
Sa vitesse par rapport au fond diffus cosmologique est de 3 790 ± 13 km/s, ce qui correspond à une distance de Hubble de 55,9 ± 3,9 Mpc (∼182 millions d'al).
La classe de luminosité de NGC 5579 est III-IV et elle présente une large raie HI. En raison d'une brillance de surface égale à 14,66 mag/am2, on peut qualifier NGC 5579 de galaxie à faible brillance de surface (LSB en anglais pour low surface brightness). Les galaxies LSB sont des galaxies diffuses (D) avec une brillance de surface inférieure de moins d'une magnitude à celle du ciel nocturne ambiant.
À ce jour, deux mesures non basées sur le décalage vers le rouge (redshift) donnent une distance de 34,750 ± 1,344 Mpc (∼113 millions d'al), ce qui est nettement à l'extérieur des valeurs de la distance de Hubble. Notons cependant que c'est avec la valeur moyenne des mesures indépendantes, lorsqu'elles existent, que la base de données NASA/IPAC calcule le diamètre d'une galaxie et qu'ici ce n'est pas certes pas désirable, d'autant que NGC 5579 et PGC 214249 forment une paire de galaxies en interaction se situant toutes deux à une même distance de 55,9 Mpc.

## Une paire de galaxies
La galaxie située à proximité de NGC 5579 est PGC 214249. La distance de Hubble de cette dernière est de 55,93 ± 3,92 Mpc (∼182 millions d'al), soit la même que celle de NGC 5579. Ces deux galaxies constituent une paire de galaxies en interaction,. NGC 5579 et PGC 214249 figurent d'ailleurs dans l'atlas des galaxies particulières de Halton Arp sous la cote Arp 69.

## Supernova
La supernova SN 2006ss a été découverte dans NGC 5579 le 17 décembre 2006 par l'astronome amateur britannique Tom Boles. Cette supernova était de type IIb.

## Groupe de NGC 5614
Selon A.M. Garcia, la galaxie NGC 5579 fait partie du groupe de NGC 5614. Ce groupe de galaxies compte au moins quatre membres. Les trois autres galaxies du groupe sont NGC 5533, NGC 5614 et NGC 5615.
À ces quatre galaxies, il faut ajouter PGC 214249, car cette galaxie est en interaction avec NGC 5579.